# Enboodhoofinolhu
Pour les articles homonymes, voir Enboodhoo.
Enboodhoofinolhu (ou Eboodhoofinolhu) est une petite île inhabitée des Maldives.  C'est une des îles-hôtel des Maldives, accueillant l'Embudhu Island Resort depuis 1979.

## Géographie
Enboodhoofinolhu est située dans le centre des Maldives, au Nord-Est de l'atoll Malé Sud, dans la subdivision de Kaafu. Elle est située à environ 8 km  de l'aéroport international de Malé.